# タロットマスター
『タロットマスター』は、岩村俊哉による日本の漫画作品。全体的に絵のコピーが多い（作者は自身のブログで、これは表現方法の一つであると説明している）。『プレコミックブンブン』（ポプラ社）にて連載され、2007年6月号で連載を終了した。単行本は4巻まで発行されたままストップしており、物語の中盤までしか収録されていない。

## 内容
泉奈小学校に転校してきた少年、手塚山ザジタは22体のタロットカードの人工精霊を操れる超占術師だった。タロットと友情の力で迫り来る敵と戦う物語。

## 登場人物

### 七つのタロットカードの保持者と説明者
手塚山ザジタ（てづかやま ザジタ）
泉奈小学校に突然転校してきた、この物語の主人公。世界で最初に作られたタロットカード「タロ」の保持者（ホルダー）で、カードに封じられた22体の人工精霊（エレメント）を操ることが出来る超占術師（スーパーフォーチュナー）。「〜だゾ」が口癖。ドーナツが大好物。名前の由来はSagittarius（いて座）。
タロ
約7000年前、トート・ヘルメスにより創られた世界初のタロットカードの説明者（ナビゲーター）。カードの表面に当たる部分に顔がついており、感情を持ち喋ることが出来る。その正体は、8年前に「反時計回りのタロット」を使ってカードの中に封印されてしまったケンである。
桜田勇介（さくらだ ゆうすけ）
ザジタの親友。ザジタと知り合うまでは、クラスメイトからは不良扱いされている嫌われ者だった。普通の少年だが、高い占力を持っている。大アゼラン島でマジック・タロットを手に入れる。ヘルメスの塔で時空メルトダウンを引き起こし、古代エジプトに飛ばされてしまった。その後の勇介についてはトート・ヘルメスを参照。肉が好物。
メイジィ
マジック・タロットの説明者。老人の顔をしていて、ことあるごとにダジャレを言う。かつては「メイジィ・アテムト」という名前の人間だった。
ゼオン・ベルウィッチ
超占術の名門、ベルウィッチ家の嫡男。剣の精霊のギロチナーを操る。高い占力を持っているため、やたらと他人を見下す癖がある。自己中心的な性格だが騎士道精神を持っており、ナイト・タロットの保持者となる。
ナイト
ナイト・タロットの説明者。馬のような顔をしている。騎士らしく寡黙で厳格な性格。
宇津木花苗（うつぎ かなえ）
触れるだけで占力を吸収する力を持つ無口な美少女。フラワー・タロットの保持者。
ロゼ
フラワー・タロットの説明者。バラの花に女性の顔がついたような姿をしている。
早川瑞樹（はやかわ みずき）
知的戦略の得意な美男子。マー・タロットの保持者。初期は中性的な顔立ちだったが、徐々に男前になっていった。
ウォータン
マー・タロットの説明者。半魚人のような顔をしている。関西弁で話す。
占堂恭一（せんどう きょういち）
占力を自在に集中させる能力を持つ黒髪の少年。占力を左手に集中させる事により、人工精霊とも素手で戦うことが可能。ドラゴン・タロットの保持者。
ドラゴ
ドラゴン・タロットの説明者。ドラゴンの顔をしている。荒っぽい性格。
尾火丸雄也（おびまる ゆうや）
右目が闇の世界へと繋がっている謎の多い少年。小さい頃、異端児とみなされ親に捨てられた。タロを狙い、幾度となく土地神などでザジタを襲撃したがことごとく失敗、後に大アゼラン島にてダーク・タロットの保持者となる。
ダーク
ダーク・タロットの説明者。ひび割れた仮面のような姿をしている。陰気な性格。

### 手塚山家
アリエス
手塚山家の長男で、ザジタの兄。タロの記憶が無くなった理由を知りたがっている。1200と高い占力を持っていて、ザジタには幾度と手を貸している。名前の由来はAries（おひつじ座）。
キャンサ
手塚山家の次男。タロを元にデジタルエレメントを開発した第一人者で、「マナスグループ」という大企業の社長でもある。ザジタにはかなり甘い。因みに高所恐怖症。名前の由来はCancer（かに座）。
タウロス
手塚山家の長女。発明家だが、役に立つものを作らない。名前の由来はTaurus（おうし座）。
スコーピオ
手塚山家の三男で、ザジタの一つ上の兄。「式カルタ」で式神を操る事が出来る。子供っぽいが、戦略深い一面もある。名前の由来はScorpius（さそり座）。
ケン
ザジタの父親であり、現在のタロの真の姿。8年前に最終奥義「ウィダシン・ザ・タロット」を使い、カードの中に封印されてしまった。

### ベルウィッチ家
ゼオン・ベルウィッチ
七つのタロットカードの保持者と説明者を参照。

### ラフ・クラウドとその部下
ラフ・クラウド
全身をローブで包んだ謎の男。島全体を占力の壁で覆ってしまうほどの高い占力の持ち主。その正体は、西暦1702年にタロを残して失踪した、「タロットマスター」の称号を持つ人物。最終奥義「反時計回りのタロット（ウィダシン・ザ・タロット）」を使ったことにより、300年間タロの中に封印されていた（その後ケンがこの奥義を使ったことにより、カードの中から脱出できた）。
オビマル
七つのタロットカードの保持者と説明者を参照。
レディ
宝石の精霊を操る美女。
ギブン
鬼神使いの大男。隻眼である。

### その他の超占術師
マッハ・リー
中国超占術界の頂点、李家の総帥。人工精霊を道具としか思っておらず、勝つ為には手段を選ばない。恭一との勝負に敗れ、その実力を認めた。
モコ・ロポ
ジャングルの精霊使い一族の少女。森に入ったザジタ達を自然の精霊で迎え撃つが、あっけなく負けてしまい、ダイエットデブリンの手によってスリムボディにさせてもらった。アマゾンのジャングル奥地でザジタ達と再会した。

### 泉奈小学校
渡辺涼子（わたなべ りょうこ）
ザジタのクラスのクラス委員。しっかり者が、天然ボケな一面もある。スイーツが大好物。占力を3しか持っていない。

### DE大会で戦ったライバル
今城亮太（いましろ りょうた）
DE（デジタルエレメント）四天王の一人。使用DEは「ヒーローキング」と「ヒーローカイザー」。大アザラン島でザジタに一度負けてから、ザジタをライバル視している。「閃烈の英雄」の異名を持つ。
大場仁（おおば じん）
DE四天王の一人。アツい戦いを好むワイルドな少年。準決勝でザジタと戦った。使用DEは「コーカサス・ビッグ」。「破壊の甲神」の異名を持つ。
悠木さやか（ゆうき さやか）
DE四天王の紅一点。四天王の中でも最弱と思われる。使用DEは「ロイヤル・アゲハ」。「音速の舞姫」の異名を持つ。
美輪純（みわ じゅん）
DE四天王の一人。第三試合でザジタと戦う。全てに置いて一度も負けた事がない天才少年。冷たい性格だったが、ザジタに負けることで改心した。使用DEは「ハイパータランチュラ」。「無敵の貴公子」の異名を持つ。
山井登（やまい のぼる）
第一試合でザジタと戦った坊主頭の少年。使用DEは「アントガンナー」。
マーク村上（-むらかみ）
第二試合でザジタと戦った少年。知的戦略とバグ技を好む。使用DEは「ジゴグサンド」。

### トート・ヘルメス
トート・ヘルメス
世界で最初にタロットを作ったとされる人物。エジプトの神トートとギリシアの神ヘルメスが融合した神といわれているが、その正体は時空メルトダウンにより古代エジプトに飛ばされた勇介である。

### その他
幻馬（げんま）
タロの正統な後継者であり、ケンの親友。8年間チベットの山奥で修行した経験がある。
桜田千代子（さくらだ ちよこ）
勇介の妹の幼稚園児。死霊に憑かれていたところを、ザジタと勇介に助けられた。あだ名は「チョコ」。
パンジー星（パンジーほし）
電脳精霊を使って悪事を繰り返していた占い詐欺師。キャンサによって成敗された後、逮捕された。
日向陽子（ひゅうが ようこ）
幽霊屋敷に住んでいた、元アイドルの老婆。その正体は、過去に未練があって成仏できなかった幽霊である。カリスマスターの歌声により成仏した。
インクナード
カードゲーム会社「オズ・コーポレーション」の社長。キャンサの会社「マナスグループ」から電脳精霊のデータを奪い、自社の商品として発売した張本人。
冴木澪（さえき みお）
DEバトル大会の主任。
垣田結衣（かきた ゆい）
DEバトル大会の実況役。小指を立てる癖がある。

## 用語
超占術師（スーパーフォーチュナー）
高い占力を持ち、人工精霊をカードから出して戦う「スプレッド」が出来る者。占力100以上の人間を指す。
占力（フォーチュナ）
未来を予知したり、危険を感知できたりする力。普通の人間は、20〜50あたりの占力を持っており、人工精霊を呼び出すのは難しい（ただし複数人で占力を解放すれば一定条件下でスプレッド可能）。霊力や第六感とも呼ばれている。2200の占力を持ち22体の人工精霊を操れる者には「タロットマスター」の称号が与えられる。
人工精霊（エレメント）
タロットカードの大アルカナのカードの中に封じられている22体の精霊。初期は「精霊」か「人工精霊」か区別が曖昧だったが、後に「人工精霊」に名前が統一された。一体呼び出すのに100の占力が必要であり、何がスプレッドされるかは完全にランダム。逆位置で召喚してしまった場合、術者の命令を聞かずに勝手に行動するが、術者が徳の高い行動を行うと好意を見せることもある。
オリジナル・タロット
世界で最初に創られたタロットカード。22体の人工精霊が封じられており、保持者の意思によりカードの中から呼び出すことが出来る（一体呼び出すのに100の占力が必要）。説明者は「タロ」。保持者は手塚山ザジタ。
0 『愚者』ジョーク
旅人を模した薄汚い人形のような外見の人工精霊。ゼロにして最後の人工精霊であり、その能力は相手を喰らい尽くし、消化してしまうという単純かつ恐ろしい代物。ただし、DEはマズすぎてすぐ吐き出した。
1『魔術師』アスターレイ
年老いた魔法使いの姿をした人工精霊。杖にはメドゥーサが封印されており、解放することで相手を石化させる能力を持つ。
2『女教皇』グランドマミー
人型棺のような姿をした女性の人工精霊。額から照射する光を当てて相手を回復させる能力を持つが、逆位置で呼び出すと肉体を蝕む毒光線を放つらしい。
3『女帝』ブリザディア
美女の姿をした人工精霊。触れるものすべてを凍りつかせる能力を持つ氷の女王。
生前は一国の女王だったが、子供を溺愛するあまり他者に対しては冷酷な振る舞いを行ったことで知られていた。
4『皇帝』ラーマルス
ケンタウロスの姿をした人工精霊。冷静な判断力と抜群の指揮力を誇る将軍で、自身は剣で戦う。
5『法皇』エグゼビアス
荘厳な法皇の姿をした人工精霊。杖を振ることで悪しき精霊を昆虫に変えてしまう。
6『恋人たち』クピード
筋骨隆々とした褐色肌の巨漢の姿をした人工精霊。見た目通り格闘技の達人であるが、筋肉と愛に頼りすぎる熱血バカ。どう見ても東洋系ではないが、ござる口調で話す。勇介の母曰く、身長は3m近いらしい。誰よりも情に篤く、敵に対してまで「殴った私の心の方がずっと痛いのだぞ！」と泣きながら訴える程心優しい男なのだが、非常に暑苦しいためコメディリリーフとして登場することが多い。一時期、悪人の手に『恋人たち』のカードが渡り、召喚されっぱなしになり呪力切れで消滅しかけたこともある。
7『戦車』スフィンクス
スフィンクスの夫婦の引くチャリオット。空を地上と同じように移動することが出来る。
8『力』ミトラ＆パウザー
ライオンに跨る、金髪を縦ロールにした幼女の人工精霊。外見に見合わぬ凄まじい筋力を持つ。
ミトラは生前は人食い獅子のパウザーと相打ちになり、若い命を散らした女勇者だったのだが、現在では一心同体と言えるほど仲がいい。
9『隠者』アダルカス
全身を黒いタイツ、顔を鍵穴状の仮面で覆った人工精霊。相手を鍵で止め、静止させる能力を持つ。ザジタ曰く「日本で言うところの忍者みたいなもん」。
10『運命の輪』ファルテ
若い女性の姿をした人工精霊。「運命の輪」という回転する的を回し、ダーツを投げ当てることで的に表記されている通りに運命を捻じ曲げるという某バラエティ番組のような能力を持つ。
生前は宮廷の女占い師であり、非常に明るい性格。
11『正義』ギルテン裁判長
ブリキのおもちゃのような形をした人工精霊。非常に正義感が強く、有罪と判断した相手には容赦なくミサイルを放つ。
生前も裁判長だったのだが、あまりに頭が固かったため、死後に鋼の体を得てしまった。
12『吊られた男』ヨッパロッパ
逆立ちした男性のような姿の人工精霊。攻撃力は全く持たないが、相手の攻撃の「原因」と「結果」を入れ換えることで、相手を自滅させることが出来る。
生前は他人の罪を被り死刑となって、その死体は樹木から吊るされたという。
13『死神』アデス
オーソドックスな死神の姿をした人工精霊。鎌の背で斬ることにより、死体を甦らせる力を持つ。
14『節制』ダイエットデブリン
太ったピエロのような姿の人工精霊。ハンドベルを鳴らすことで、相手を急激に太らせたり、ガリガリに痩せさせたりすることが可能。
15『悪魔』メフィスト
悪魔そのものの姿を模した人工精霊であり、たとえ正位置で出しても全く術者の命令を聞かない厄介者。口からは光線を放ち、周囲を焼け野原にする。
16『落雷の塔』デストロイ
巨大ロボットのような姿をした人工精霊。脚が無く常に浮遊している。自在に両腕から放電し、広範囲の敵を殲滅する。
その正体は旧約聖書に登場する人類最初の王・ニムロデその人であり、バベルの塔に神が落とした雷によりその命を落とした。
17『星』カリスマスター
その名の通りハンサムなスーパースターの姿をした人工精霊。わけのわからない歌を歌ってばかりいるが、ステージの上にいる間はどんな攻撃も巧みに避けてしまいその意を成さない。女性の扱いには慣れており、相手をメロメロにさせて戦意を喪失させる、といったこともできる。
生前はナルシストな歌手だったが、自らの体が衰えるのを嘆き、湖の底に身を投げたという伝説を持つ。
18『月』ムーンウォーカー
透明であり、白日の下では姿を見ることのできない人工精霊。影の元ではその姿を視認することが出来るが、手を下にした不気味な姿をしている。
生前は月に行くことを夢見ていたエジプト人科学者だったが、宇宙船が故障し月面に墜落し帰らぬ人となったらしい。
19『太陽』アポロン
太陽の仮面をかぶった神官の姿をしている人工精霊。素顔はイケメン。悪しき心のみ消滅させる魔法の光を放つ。善人には効果が無い。
20『審判』ホーリー
巨大なドラゴンの姿をした人工精霊。口から吐くブレスで敵を消滅させる。
生前はトート・ヘルメスの助手だった。
21『世界』プリンセス・テレマ
至高にして最強の人工精霊。玉座から降りることのできない少女の姿をしているが、いかなる人工精霊でも彼女に危害を加える行為はできず、また、彼女の命令にはすべて従うという特権を持つ。
生前は不死の病に侵されており、幼くして死を定められた彼女の運命を嘆き悲しんだトート・ヘルメスにより、生まれ変わった人工精霊の世界での全てを与えられたという数奇な運命を辿っている。
ナイト・タロット
7000年前、タロをモデルにして創られたタロットの一つ。属性は「土」。猛獣騎士団の人工精霊で構成されている。説明者は「ナイト」。保持者はゼオン・ベルウィッチ。
フラワー・タロット
7000年前、タロをモデルにして創られたタロットの一つ。属性は「木」。花の人工精霊で構成されている。説明者は「ロゼ」。保持者は宇津木花苗。
マジック・タロット
7000年前、タロをモデルにして創られたタロットの一つ。属性は「火」。魔法使いの人工精霊で構成されている。説明者は「メイジィ」。保持者は桜田勇介。
マー・タロット
7000年前、タロをモデルにして創られたタロットの一つ。属性は「水」。水妖の人工精霊で構成されている。説明者は「ウォータン」。保持者は早川瑞樹。
ドラゴン・タロット
7000年前、タロをモデルにして創られたタロットの一つ。属性は「金」。竜の人工精霊で構成されている。説明者は「ドラゴ」。保持者は占堂恭一。
ダーク・タロット
7000年前、タロをモデルにして創られたタロットの一つ。属性は「冥」。悪魔の人工精霊で構成されている。説明者は「ダーク」。保持者は尾火丸雄也。
小アルカナ
56枚のカードからなる、人工精霊をパワーアップさせるためのカード。
「剣（ソード）」のカードは攻撃力を上げ、「聖杯（カップ）」は傷ついた人工精霊を回復させる。「杖（ワンド）」は人工精霊のレベルを上げ、新しい技を覚えさせたり進化させたりする事ができる。「金貨（コイン）」はランダムに効果を発揮する。
DE（デジタルエレメント）
タロを元にキャンサが開発した電脳精霊。後にインクナードにデータを奪われ、オズ・コーポレーションの商品として全国発売された。虫をモチーフにしたものが多い。
反時計回りのタロット（ウィダシン・ザ・タロット）
占力が2200に達し、タロットマスターとなった者のみが使用できる最終奥義。使用すると、全ての願いが叶うといわれているが、実はその話は全くの出鱈目であり、この術を使用した者はカードに封印され「タロ」となってしまう。

## 人工精霊

### 七つのタロットカード
|            | オリジナル          | ナイト                    | フラワー              | マジック                     | マー                        | ドラゴン            | ダーク              |
| ---------- | ------------------- | ------------------------- | --------------------- | ---------------------------- | --------------------------- | ------------------- | ------------------- |
| 愚者       | ジョーク            | クロコゲータ              | オツボネカズラ        | マコック                     | アルビス                    | ドデブゴン          | フランク            |
| 魔術師     | アスターレイ        | カシマシン                | ハナーニャ            | ククロウ                     | ギンチャック                | リドラ              | マッドハンター      |
| 女教皇     | グランドマミー      | ナイル （グライナ）       | スズリン              | ドロリーナ                   | チュチュラ                  | ゾイサイツ          | ゾンビール          |
| 女帝       | ブリザディア        | パンサス                  | ランルーレ            | ダナウェイ                   | エボシー                    | マミスリル          | カミュラ            |
| 皇帝       | ラーマルス          | メタル ユニコーン         | パンジラス            | コウメイ                     | シーシー                    | ペンドラゴン        | ベルゼアブブ        |
| 法皇       | エグゼビアス        | アヌキアス                | オレンジン            | カーメン                     | アロウゴン                  | リバルゴン          | ズル                |
| 恋人       | クピード            | ザラシン                  | ラベリィ              | キュラバス                   | 海ガッパ                    | ロンロン            | レーザーデモン      |
| 戦車       | スフィンクス        | モウガ                    | 不明                  | 不明                         | マーバット                  | 不明                | デストピード        |
| 力         | ミトラ＆ぱう        | ベアード                  | ダンディライオン      | ジンファー                   | シーランド                  | ゴルドミドラ        | ボンゴレム          |
| 隠者       | アダルカス          | ウルフェルト （サルビト） | カスミメ              | マジニンジャー               | カレイナル                  | ディゼイバー        | デビルマ            |
| 運命の輪   | ファルテ            | 不明                      | 不明                  | 不明                         | 不明                        | 不明                | 不明                |
| 正義       | ギルテン裁判長      | ライノ裁判長              | ハリーウッダー        | サイバーン                   | ジロチョウ                  | シェンバー          | アゴル              |
| 吊られた男 | ヨッパロッパ        | コンダアナ                | ナーバナ              | スケアピー                   | シードラン                  | パールビット        | バッド・バット      |
| 死神       | アデス              | デッドリー コンドル       | デス・ロッカー        | ダイオウル                   | シオマネク （ヘルジョーズ） | デッドラグーン      | スカルノアール      |
| 節制       | ダイエット デブリン | エアロプレーリ            | ユーリゲラ            | シドルク                     | ブクブク                    | パードルン          | ジャネン            |
| 悪魔       | メフィスト          | スウォードン              | アプル                | アルカード                   | ヘンゲーン （ダーゴン）     | ゴラオン            | エンビデル          |
| 落雷の塔   | デストロイ          | デンジラフ                | デンデロビューム      | イライジン                   | サンダー サーペント         | アイアンビュート    | カオレム            |
| 星         | カリスマスター      | スターエイプ              | ニードラ （モミジン） | マジスター                   | ヒトデスカ                  | ウインドエッジ      | メテオボーイ        |
| 月         | ムーン・ ウォーカー | ストレイ シーパー         | ムーンアンジュ        | ミラル （ラーグ・ ア・ムイ） | マイマヒ                    | ルナシード          | インビジブル・ カー |
| 太陽       | アポロン            | ノヴァ                    | サンフラウ            | ダイサンジャ                 | クリオーネ                  | クリスター          | グロテックス        |
| 審判       | ホーリー            | イーグレイ                | ラッパセンジョ        | ハンダン                     | ツナミノスケ                | ジャジィーラ        | キューソナー        |
| 世界       | プリンセス・ テレマ | レオリオン                | フィン                | イーフキング                 | ポセイダイン                | グラン・ド・ ワース | ザルタン            |

## 地名
大アゼラン島
「精霊の住む島」の名を持つ南太平洋上に浮かぶ孤島。島の奥地にはタロをモデルにした「六つのタロット」と「小アルカナのタロット」が封印されていた。島の中央には「ヘルメスの塔」、その周りにはジャングルが生い茂る。六つのタロットの争奪戦はこの島で行われた。